# Guerra do Pacífico (1879–1884)
A Guerra do Pacífico foi um conflito ocorrido entre 1879 e 1883, confrontando o Chile às forças conjuntas da Bolívia e do Peru. No final da guerra, o Chile anexou áreas ricas em recursos naturais de ambos os países derrotados. O Peru perdeu a província de Região de Tarapacá, e a Bolívia teve de ceder a província de Antofagasta, ficando sem uma saída soberana para o mar, o que se tornou uma matéria de fricção na América do Sul, chegando até os dias atuais, e que é para a Bolívia uma questão nacional (a recuperação do acesso ao oceano Pacífico consta como um objetivo nacional boliviano na sua atual constituição).

## Origens
A Guerra do Pacífico teve origem nas desavenças entre Chile e Bolívia quanto ao controle de uma parte do deserto de Atacama, rico em recursos minerais. Este território controverso era explorado por empresas chilenas de capital britânico. O aumento de taxas sobre a exploração mineral logo se transformou numa disputa comercial, crise diplomática e por fim, guerra.

### Controle dos recursos naturais
A geografia e o clima árido da região facilitaram a acumulação de grandes quantidades de nitratos (guano e salitre) por milhares de anos. A descoberta, durante a década de 1840, de que estes recursos serviam como fertilizantes para a agricultura e podiam ser usados na fabricação de explosivos tornou a área ainda mais disputada, uma vez que o guano e o nitrato dele extraído tinham bons preços no mercado internacional.
Há divergências entre historiadores bolivianos e chilenos sobre se o território da Audiência de Charcas estava sob jurisdição do Vice-Reino do Peru ou do Vice-Reino do Rio da Prata.
Com a descoberta, os olhos do mundo se voltaram para a região – e logo diversas potências se viram em conflito, rivalizando no controle desses recursos, direta ou indiretamente. A Espanha invadiu parte do território peruano, ávida das reservas de guano, mas foi expulsa por forças chilenas e peruanas na chamada guerra hispano–sul-americana. Em seguida, por volta de 1870, o Peru nacionalizou a exploração de guano, aborrecendo os britânicos, que haviam investido maciçamente na região.

### Disputas de fronteiras

Fronteiras do Chile, Bolívia e Peru antes e depois da Guerra do Pacífico

Existiam muitas controvérsias acerca dos reais limites entre os países depois da descolonização. Todas as novas nações herdaram os interesses imperialistas do já combalido império espanhol. Bolivianos e chilenos discordavam quanto à soberania da região, embora ela já estivesse sendo explorada por companhias chilenas dotadas de capital britânico. O Chile tinha uma economia mais robusta e instituições mais fortes que a maioria dos outros países latino-americanos. No entanto, quando da proclamação da independência da Bolívia por Simón Bolívar, este deixou claro que ela herdara dos espanhóis uma saída soberana para o mar.
Somente em 1866 foi assinado um tratado entre Chile e Bolívia estabelecendo limites territoriais, fixando o 24º paralelo sul como fronteira e determinando que ambos os países dividiriam os impostos sobre os recursos situados entre o 23º e o 24º paralelos. Um segundo tratado foi assinado em 1874, cedendo os impostos sobre os produtos entre os paralelos 23º e 24º inteiramente à Bolívia, mas fixando taxas para as companhias chilenas nos 25 anos seguintes. As companhias chilenas se expandiram rapidamente, controlando a indústria mineira e deixando a Bolívia temerosa da perda de seu território.

### Crise e guerra
Em 1878, o presidente boliviano Hilarión Daza decretou um aumento de taxas sobre as companhias chilenas que exploravam o litoral boliviano, retroativo ao ano de 1874, sob protestos do governo chileno, do presidente Aníbal Pinto. Quando a empresa Antofagasta Nitrate & Railway Company se recusou a pagar a sobretaxa, o governo boliviano ameaçou confiscar todas suas propriedades. O Chile respondeu enviando um navio de guerra para o local em dezembro de 1878. A Bolívia então declarou o sequestro dos bens da empresa, anunciando o leilão para 14 de fevereiro de 1879. No dia do leilão, duzentos soldados chilenos desembarcaram e ocuparam a cidade portuária de Antofagasta, sem resistência.
Em 1 de março de 1879, a Bolívia declarou guerra ao Chile, invocando uma aliança secreta que mantinha com o Peru: o Tratado de Defesa de 1873. O governo peruano estava determinado a cumprir sua aliança com a Bolívia, também temeroso do crescente expansionismo chileno, porém receavam que as forças aliadas não eram páreo para o exército chileno; preferiam um acordo à guerra. Um diplomata peruano foi enviado para intermediar o desentendimento. O Chile requereu neutralidade por parte do governo peruano, mas a aliança entre Peru e Bolívia impedia a mesma. O Chile respondeu então com a quebra das relações diplomáticas e ulterior declaração de guerra aos dois aliados em 5 de abril de 1879. O Peru se viu então arrastado para uma guerra, em razão do tratado de aliança com a Bolívia.
A Argentina, que disputava com o Chile o controle da região da Patagônia, foi convidada pelas forças aliadas para entrar no conflito. No entanto, o governo argentino recusou o pedido, preferindo resolver sua divergência por vias diplomáticas.

## A guerra
O cenário era amplamente desfavorável para as forças aliadas: a Bolívia, depois de uma série de governos transitórios, estava claramente despreparada, além de lhe carecer uma marinha de guerra; o Peru se via diante dum colapso econômico que deixara sua marinha e exército também despreparados. A maioria dos navios de guerra peruanos estava velha e precisando de reparos urgentes. Os únicos encouraçados disponíveis eram o Huáscar e o Independencia.
O Chile, ao contrário, dispunha de uma marinha de guerra moderna e de forças de combate preparadas para o conflito. Numa guerra que se desenrolava em pleno deserto, o controle do mar seria importantíssimo.
A Batalha de Topáter, ocorrida em 23 de março de 1879 foi a primeira contenda da guerra, 554 soldados chilenos mais a cavalaria marcharam rumo a Calama, encontrando a resistência boliviana, composta de 135 soldados e civis residentes na área. Liderados por Ladislao Cabrera, entrincheirados em pontes destruídas. Pedidos de rendição não surtiram efeito, e a batalha teve início. Parte dos bolivianos bateu em retirada, exceto por alguns civis, que liderados pelo coronel Eduardo Abaroa, lutaram até o fim.
Demais batalhas em solo só ocorreram depois que o conflito no mar se resolveu.

### Campanha naval
Sob a direção do contra-almirante Juan Williams, a marinha chilena e seus poderosos navios – Almirante Cochrane e Blanco Encalada – começaram a operar na costa boliviana e peruana. O porto de Iquique foi bloqueado, enquanto Huanillos, Mollendo, Pica e Pisagua foram bombardeados, tendo seus portos destruídos. A estratégia do contra-almirante Williams era de desativar os portos para interromper o comércio, principalmente as exportações de salitre e importações de armas para os aliados, enfraquecendo assim o inimigo.
A pequena mas eficaz marinha peruana não capitulou. Sob o comando do capitão Miguel Grau a bordo do Huáscar, o Peru bloqueou os navios de guerra chilenos, arrastando-os para o sul, mas sempre evitando um confronto direto. Atrasando o esforço chileno, as forças aliadas poderiam se recompor, recebendo suprimentos pelo norte do Peru e reforçando suas tropas litorâneas.
A primeira batalha em alto-mar, Batalha de Chipana, se sucedeu em 12 de abril de 1879. As corvetas peruanas Unión e Pilcomayo se depararam com a corveta chilena Magallanes a caminho de Iquique. Depois de duas horas de duelo, a Unión sofreu problemas com o motor e a corveta Magallanes conseguiu escapar sem grandes danos.
Na Batalha de Iquique, de 21 de maio de 1879, Os navios peruanos Huáscar e Independencia furaram o bloqueio de Iquique, entrando em combate com os barcos Esmeralda e Covadonga, dois dos mais velhos barcos da frota chilena. O Huáscar afundou o Esmeralda, enquanto o Covadonga forçou o Independencia a encalhar na praia de Punta Gruesa (alguns historiadores consideram esta uma batalha à parte).
O capitão Arturo Prat, da corveta Esmeralda, foi elevado a mártir pela marinha chilena. A marinha peruana perdeu um importante encouraçado e viu a reputação do capitão Miguel Grau crescer entre amigos e mesmo inimigos: ele resgatou os sobreviventes da Esmeralda e escreveu condolências à viúva do capitão Prat. Agora só restava ao Peru o Huáscar para conter a invasão chilena.

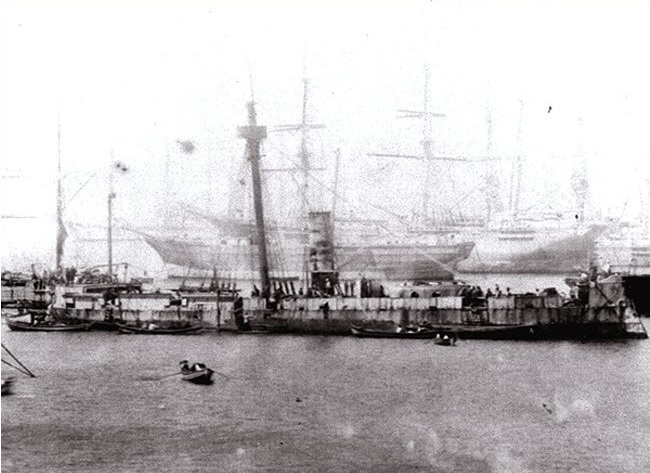
O "Huáscar" adentrando o porto de Valparaíso, 1879

Por seis meses, o Huáscar vagou pelos mares atrapalhando os planos chilenos, no que hoje é conhecido como "Correrías del Huáscar". Numa demonstração impressionante de maestria no comando do navio, o capitão Grau conseguiu conter toda a frota chilena, recuperar alguns barcos peruanos e causar estragos a diversos portos usados pela marinha chilena, sendo elevado ao posto de contra-almirante. Alguns de seus feitos foram:
- Afundou 16 barcos chilenos
- Capturou os barcos Emilia, Adelaida Rojas, E. Saucy Jack, Adriana Lucía, Rimac, e Coquimbo
- Causou danos aos portos de Cobija, Tocopilla, Platillos and Mejillones, Huanillos, Punta de Lobo, Chanaral, Huasco, Caldera, Coquimbo & Tatal
- Danificou os barcos chilenos Blanco Encalada, Abtao, Magallanes, e Matías Cousiño
- Recuperou os barcos peruanos Clorinda e Caquetá
- Destruiu baterias de artilharia em Antofagasta
- Destruiu cabos de comunicação entre Antofagasta e Valparaíso

A marinha chilena levou um dia todo navegando com seis navios para conseguir encurralar o Huáscar, e depois, duas horas de combate sangrento para captura-lo, com seus barcos Blaco Encalada, Covadonga e Cochrane, na Combate Naval de Angamos, em 8 de outubro de 1879. Junto com o navio, morreu o almirante Grau
Com a ruína do Huáscar, a campanha naval terminava, com o Chile controlando os mares dali em diante.

### Campanhas em terra firme
Tendo completo controle dos mares, o exército chileno iniciou a invasão do Peru. A Bolívia, incapaz de recuperar sua província do Litoral (Antofagasta), juntou-se à defesa peruana em Tarapacá e Tacna.
Em 2 de novembro de 1879, bombardeios navais e ataques anfíbios foram direcionados ao porto de Pisagua e à enseada de Junín(cerca de quinhentos quilômetros ao norte de Antofagasta). Em Pisagua, 2 100 soldados desembarcaram e tomaram a cidade, enquanto o ataque a Junín fora menor mas bem sucedido. Ao fim do dia, o general Erasmo Escala e uma tropa de 10 mil sodados isolou a província de Tarapacá do resto do Peru.
O exército chileno marchou então ao sul, com cerca de 6 000 soldados, em direção à cidade de Iquique. Os aliados contra-atacaram com 7 400 soldados, causando muitas baixas em ambos os lados, no que ficou conhecido como Batalha de San Francisco (19 de novembro). Durante o confronto, as forças bolivianas bateram em retirada, forçando o exército peruano a recuar para a cidade de Tarapacá. Quatro dias depois, o exército chileno capturou Iquique, enfrentando pouca resistência.
O general Escala enviou então um destacamento de 3 600 soldados, cavalaria e artilharia para destruir o que sobrara do exército peruano, estimado em não mais do que 2 000 homens, mal treinados e desmoralizados. Em 27 de novembro aconteceu a Batalha de Tarapacá, quando forças chilenas atacaram a província peruana, encontrando dificuldades ao perceber que as forças inimigas continuavam com o moral rígido e em número superior ao anteriormente estimado. Liderados pelo Coronel Andrés Cáceres, o exército peruano afugentou o destacamento chileno, capturando quantias significativas de munição e suprimentos. A vitória peruana em Tarapacá teve pouco impacto no resultado da guerra, apesar de tudo. O general peruano Buendía e suas tropas tiveram de recuar para o norte (Arica), em 18 de dezembro.
Uma nova expedição chilena deixou Pisagua e no dia 24 de fevereiro de 1880 desembarcou com quase 12 000 homens na baía de Pacocha. Comandados pelo general Manuel Baquedano, esta força isolou as províncias de Tacna e Arica, destruindo esperanças de novos reforços peruanos.
Em 7 de junho 7 000 soldados chilenos apoiados pela marinha atacaram com sucesso a guarnição de Arica, que estava sob o comando do coronel Francisco Bolognesi. As tropas chilenas, dirigidas pelo coronel Pedro Lagos, tiveram de subir o Morro de Arica, para enfrentar as tropas peruanas.

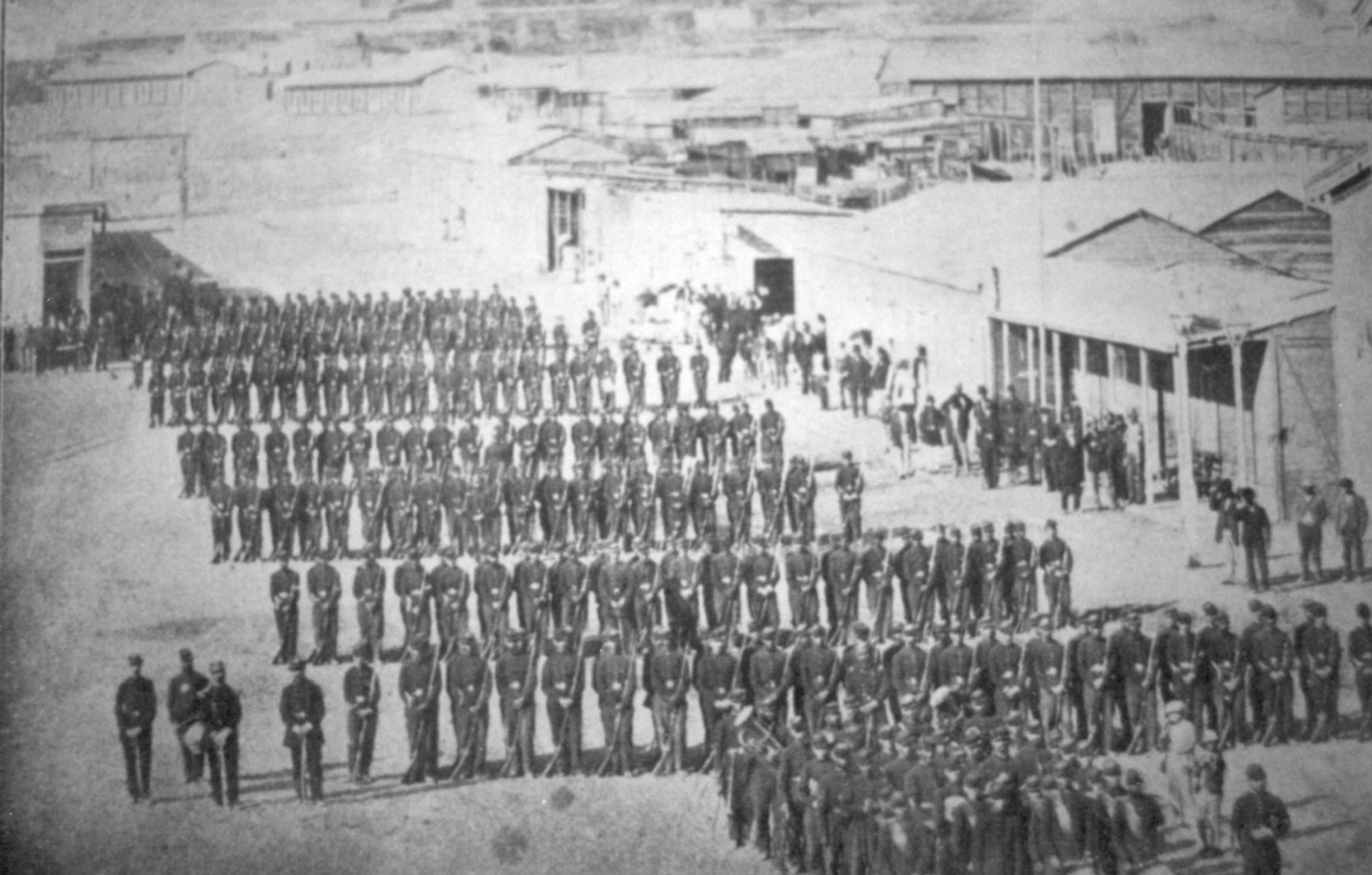
Tropas do Exército do Chile ocupam a cidade de Antofagasta, então território da Bolívia

O ataque ficou conhecido como a Batalha de Arica, que veio a ser um dos mais trágicos e ao mesmo tempo emblemático evento da guerra: Morreram 474 chilenos, enquanto quase 1 000 peruanos perderam a vida, incluindo o coronel Bolognesi. Outros oficiais peruanos de alta patente que também morreram foram o coronel Alfonso Ugarte e o coronel Mariano Bustamante.
Já que o Morro de Arica era o último reduto defensivo das tropas aliadas na cidade, sua ocupação pelo Chile se tornou uma data de relevância histórica para ambos os países. Um fato que acentua a importância desta batalha na memória coletiva do Peru e do Chile é que ambos os países têm o dia de 7 de junho como uma data especial para seus militares: No Chile é o Dia da Infantaria, e no Peru é o Dia do Juramento à Bandeira.
Em outubro de 1880, os EUA mediaram sem sucesso o conflito a bordo do navio USS Lackawanna, na baía de Arica, numa tentativa de por fim à guerra por meios diplomáticos. Representantes do Chile, Peru e Bolívia se encontraram para discutir as disputas territoriais, mas o Peru e a Bolívia rejeitaram a perda de seus territórios para o Chile, que abandonou a conferência. Em janeiro de 1881, o exército chileno marchou em direção a Lima, capital peruana.
O que sobrara do exército e civis mal armados se prepararam para defender a capital. No entanto, foram derrotados nas batalhas de San Juan e Miraflores, e a cidade capitulou em janeiro de 1881 ante a invasão das forças do general Baquedano. Os subúrbios ao sul de Lima foram saqueados e queimados.
As afastadas haciendas foram queimadas por boias-frias chineses, que haviam side trazidos do sul da China por volta de 1850 para trabalhar nas haciendas (historiadores chilenos clamam que as tropas chilenas entraram em Lima para prevenir a pilhagem e destruição após o colapso do governo; registros históricos atestam que estes mesmos chilenos foram responsáveis pelos saques e destruição).

### Ocupação do Peru
Depois de Lima, as forças chilenas continuaram avançando rumo ao norte do Peru, mas não conseguiram subjugar por completo o combalido país. Como espólio de guerra, o Chile confiscou bens da Biblioteca Nacional Peruana, levando-os para Santiago.
A resistência peruana continuou por mais três anos, com aparente encorajamento estadunidense. O líder da resistência era o general Andrés Cáceres (apelidado de Mago dos Andes), que seria mais tarde eleito presidente do Peru. Os soldados remanescentes do exército peruano, liderados por Cáceres, derrotaram o Exército do Chile em diversas ocasiões, mas após a derrota na Batalha de Huamachuco, não houve mais resistência. Finalmente, em 20 de outubro de 1883, Peru e Chile assinaram o Tratado de Ancón, em que a província de Tarapacá foi cedida ao Chile.

## Características da guerra

### Controle estratégico do mar
O cenário da guerra entre 1879 e 1881 foi um deserto, esparsamente povoado e demasiadamente longe de grandes cidades ou centros de reabastecimento; é um local, todavia, próximo ao oceano Pacífico. Era evidente, desde o princípio, que o controle do espaço marítimo seria essencial para a vitória. O abastecimento de água, comida, munição, cavalos, ração e reforços seriam feitos muito mais facilmente por mar do que pelo deserto ou pelo alto planalto boliviano.

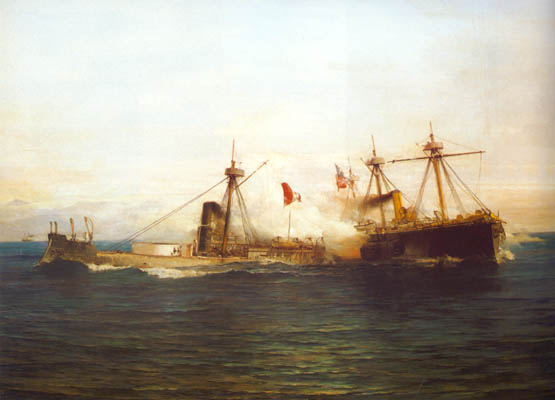
Cena da Batalha Naval de Angamos, por Thomas Somerscales

Enquanto a marinha chilena tratou de fazer um bloqueio econômico e militar sobre os portos inimigos, o Peru teve a iniciativa e utilizou sua pequena porém eficaz marinha como uma força surpresa. O Chile foi forçado a atrasar a invasão por terra em seis meses, e mudar sua estratégica naval: ao invés do bloqueio, priorizou a caça e captura do encouraçado Huáscar.
Com a vantagem da supremacia naval, a estratégia chilena por terra foi a mobilidade: aportando forças terrestres para atacar possessões inimigas; desembarcando grandes tropas para dividir e expulsar as forças defensivas; deixando guarnições para proteger o território ganho enquanto se moviam para o norte. Peru e Bolívia lutaram uma guerra defensiva: deslocando-se por terra; confiando, onde possível, em fortificações costeiras para defesa, usando minas e baterias; utilizando linhas férreas costeiras onde se podia, no Peru, e linhas de telégrafo que ligavam os campos de batalha diretamente a Lima. Quando recuavam, as forças aliadas não deixavam nenhum suprimento para trás, para que nada que abandonassem pudesse ser usado pelos chilenos.
Forças móveis navais provaram ser, no fim, uma vantagem numa guerra em meio ao deserto e ao longo de um extenso litoral. Os defensores se encontraram a centenas de quilômetros de casa; enquanto as forças invasores estavam a alguns poucos quilômetros da costa, onde se abasteciam dos navios.

### Ocupação, resistência e atrito

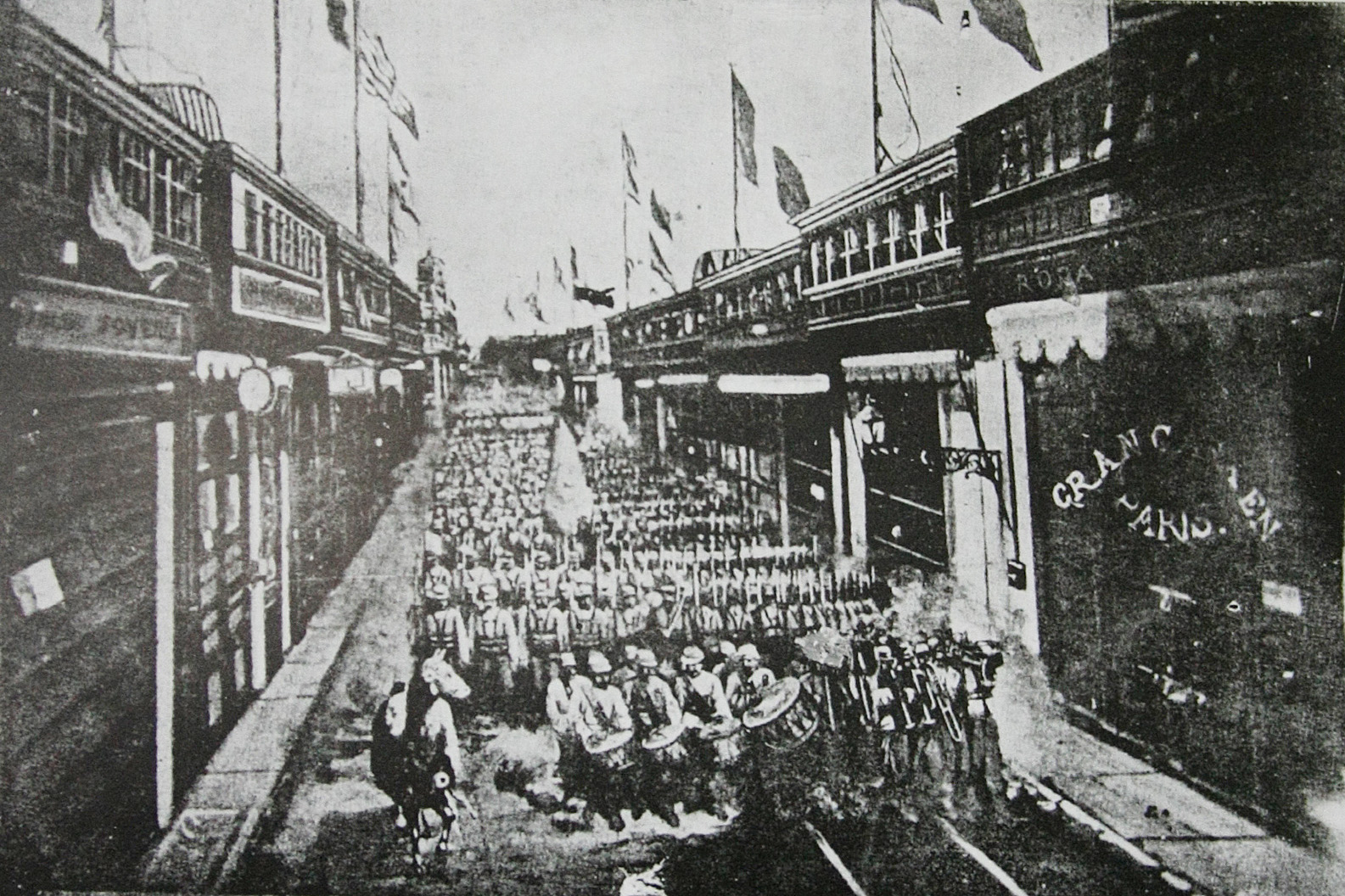
Tropas do exército chileno entram em Lima, capital do Peru

A ocupação do Peru, entre 1881 e 1884, foi outra história, um enredo diferente. O cenário agora era as cordilheiras peruanas, onde a resistência tinha fácil acesso à população, recursos e centros de suprimentos longe do mar; uma guerra de atrito poderia ser levada adiante indefinidamente. O exército chileno, um exército de ocupação, foi dividido em pequenas guarnições pelo território e só podia devotar parte de seus esforços em caçar rebeldes, sem ter uma autoridade central.
Depois de uma ocupação dispendiosa e de uma longa campanha de anti-insurgência, o Chile procurou uma saída política para a guerra. Rusgas com a sociedade peruana proporcionaram uma oportunidade depois da Batalha de Huamachuco, e resultaram num tratado de paz que acabou com a ocupação e a guerra.

### Participação de imigrantes chineses
De acordo com o programa de televisão Histórias dos longínquos chineses III, da Hong Kong Asia Television, havia cerca de dois mil trabalhadores chineses participando da guerra pelo lado chileno. Eles deviam trabalhar como informantes do lado peruano e fornecer as informações aos chilenos.

### Tecnologia
Ambos os lados usaram novas tecnologias, recém incorporadas ao mundo militar, como minas terrestres com dispositivo de controle, rifles curtos de retrocarga, balas perfuradoras de armaduras, torpedos e barcos para desembarques de tropas em praias. Encouraçados de segunda geração travaram lutas pela primeira vez.
Observadores estadunidenses, franceses e britânicos acompanharam partes da guerra, analisando as novas tecnologias.

#### Submarino peruano
Alguns analistas peruanos acreditam que se o serviço secreto tivesse sido eficiente naquela época, o conflito poderia ter visto a introdução de um protótipo de submarino da marinha peruana, denominado Toro.

## Consequências

### Termos de paz
Sob os termos do Tratado de Ancón, o Chile ocupou as províncias de Tacna e Arica por dez anos, onde depois do tempo estipulado seria realizado um plebiscito que decidiria a nacionalidade da região. Os dois países nunca concordaram com os termos do plebiscito. Finalmente, em 1929, sob o intermédio do presidente estadunidense Herbert Hoover, um acordo foi feito no qual o Chile ficou com Arica; o Peru readquiriu Tacna e recebeu $6 milhões em indenizações.
Em 1884, a Bolívia assinou uma trégua que deu total controle da costa pacífica ao Chile, com suas valiosas reservas de cobre e nitratos. Um tratado de 1904 tornou este arranjo permanente. Em retorno, o Chile concordou em construir uma ferrovia ligando La Paz, capital boliviana, ao porto de Arica, garantindo liberdade de trânsito ao comércio boliviano pelos portos chilenos.

### Consequências de longo prazo
A Guerra do Pacífico deixou cicatrizes traumáticas nas sociedades boliviana e peruana.
Para os bolivianos, a perda de um acesso soberano ao oceano Pacífico ainda é um assunto delicado, evidente durante os tumultos internos de 2004 acerca da nacionalização das reservas de gás e na eleição de Evo Morales para a presidência da república em 2005.
Muitos dos problemas do país ainda são atribuídos à falta de um acesso ao mar. Em 1932, este foi um fator determinante para a Guerra do Chaco, contra o Paraguai, sobre territórios que davam acesso ao rio Paraguai e, por consequência, ao oceano Atlântico. Nas últimas décadas, todos os presidentes bolivianos têm feito de plataforma política pressionar o Chile por um acesso soberano ao mar. Este acesso inclusive consta como objetivo nacional da Bolívia em sua constituição, tornado-se numa área de fricção da América do Sul. Em 1976, o Chile fez uma proposta para a Bolívia cedendo-lhe um acesso ao oceano Pacífico em troca de uma área boliviana de 5 000 km² próximo à lagoa Colorada que forneceria água em abundância para a indústrias de cobre chilena. Porém, o Peru interveio nas negociações e o acordo não deu certo. O principal jornal boliviano, El Diario, ainda dedica uma nota editorial por semana ao assunto. O presidente Evo Morales pretendia retomar as negociações com o Chile pela via diplomática.
Os peruanos desenvolveram um culto aos heroicos defensores da pátria, como o almirante Miguel Grau, o coronel Francisco Bolognesi, ambos mortos em batalha, e o general Andrés Cáceres, que se tornou um figura política de destaque, depois de encerrado o conflito. A derrota engendrou uma forte vontade de vingança entre as classes dominantes, levando ao fortalecimento das forças armadas durante todo o século XX.
O Chile se deu melhor, anexando um lucrativo território com imensas reservas de cobre e nitratos. Mas a vitória também deixou um gosto amargo. Durante a guerra, o Chile desistiu de suas reivindicações sobre a Patagônia para assegurar a neutralidade da Argentina. Muitos vêem nisso uma grande perda de território. Após a guerra, o controle britânico sobre a economia do país cresceu, aumentando a interferência do Reino Unido na política chilena. Os lucros dos nitratos duraram apenas algumas décadas e caíram significativamente depois da Primeira Guerra Mundial. Atualmente, a região ainda é rica em cobre e seus portos movimentam cargas de vários países da região.

## Comandantes militares proeminentes
Bolívia
- Eduardo Abaroa †, engenheiro, morto enquanto liderava uma tropa de civis na Batalha de Topater.
- General Narciso Campero Leyes, presidente militar da Bolívia (1880-1884).
- General Hilarión Daza, presidente militar da Bolívia (1876-1879).

Chile
- General Manuel Baquedano, comandante em armas do Exército do Chile
- Coronel Ignacio Carrera †, morto juntamente a toda guarnição na Batalha de La Concepción.
- Contra-almirante Patricio Lynch, governados militar do Peru ocupado.
- Capitão Arturo Prat †, morto na Batalha de Iquique.

Peru
- Coronel Francisco Bolognesi †, morto enquanto liderava a defesa em Arica.
- General Andrés Cáceres, liderou a guerrilha de resistência durante a ocupação do Peru, e eleito presidente do Peru depois da guerra.
- Contra-almirante Miguel Grau †, comandante do navio Huascar e conhecido como cavaleiro dos mares, morto na Batalha Naval de Angamos.
- Coronel Leoncio Prado †, filho do presidente Prado, escolheu servir como soldado, executado por um esquadrão de fogo após a Batalha de Huamachuco.
- Coronel Alfonso Ugarte †, morto durante a Batalha de Arica; acredita-se que pulou de um penhasco com seu cavalo para salvar a bandeira.

Outras nacionalidades
- Contra-almirante Abel Bergasse Dupetit-Thouars, comandante francês, depois da Batalha de Miraflores, preveniu a pilhagem e destruição de Lima ao ameaçar destruir a marinha chilena com uma força internacional sob seu comando.
- Coronel Robert Souper Howard †, soldado britânico que serviu no Exército do Chile em quase todas as batalhas em terra, morto na Batalha de San Juan.
- Lugar-tenente coronel Roque Saenz Peña, soldado argentino que serviu no exército peruano durante as batalhas de Batalha de Tarapaca e Arica, mais tarde eleito presidente da Argentina.